# 朱福初
朱福初（1941年—），男，浙江黄岩人，中华人民共和国政治人物，台州市第一任市长。

## 生平
1983年至1987年，任台州地区行署副专员。1987年至1989年，任中共天台县委书记。
1989年至1994年，任台州地区行署副专员。
1994年至1997年11月，任台州市人民政府市长。
1997年11月至1998年4月，台州市长卸任后，任中共台州市委副书记、台州市政协党组书记。1998年至2005年，任台州市政协主席。